# رافات (سلفيت)
رافات هي قرية فلسطينية تقع ضمن محافظة سلفيت في الشمال الغربي من الضفة الغربية. وقعت تحت الاحتلال الإسرائيلي في حرب 1967.

## التسمية
ذكر المؤرخ الفلسطيني مصطفى مراد الدباغ أن رافات وهي بفتح الراء والفاء، لعلها من الجذر (رفا) وهو يشير إلى اللين والتراخي والرفاه والشفاء فيكون معناها الراحة والاستشفاء.

## التاريخ
كانت القرية مأهولة على مر العصور حيث تم العثور على آثار تعود للعصر الحديدي الثاني، الفارسي، الهلنستي/ الروماني، البيزنطي، الصليبي/ الأيوبي والمملوكي.
تم العثور على فسيفساء بيضاء في القرية أيضًا.

### الدولة العثمانية
تبعت رافات إلى الدولة العثمانية في عام 1517 مع كل فلسطين، وكانت تتبع ولاية شرق بيروت في بلاد الشام. وقد عُثر على آثار خزف من العصر العثماني المبكر. في عام 1596 ظهر لأول مرة اسم رافات في سجلات الضرائب العثمانية وكان يسكنها ست أسر مسلمة، وكانت ضمن ناحية جبل عيبال ضمن لواء نابلس، حيث دفعوا معدل ثابت للضريبة بنسبة 33,3% على المنتجات الزراعية المختلفة، مثل القمح، والشعير، والمحاصيل الصيفية، والزيتون، والماعز، وخلايا النحل بما مقداره 3,100 آقجة.
في عام 1838 زار الباحث الأمريكي إدوارد روبنسون القرية ولاحظ أنها قرية مسلم وفيها أنقاض واسعة، وقد أدرجها كجزء من منطقة جورة مردة جنوب نابلس.
في أواخر العهد العثماني، في عام 1870، وصل المستكشف الفرنسي فيكتور جويرين إلى رافات، ووجد فيها عددًا من الآبار الأثرية القديمة، وبركة مربعة محفورة في الصخر ويبلغ طولها 15 خطوة وعرض 10. كما ذكر عن وجود العديد من المقابر.
عام 1882، أجرى صندوق استكشاف فلسطين الغربية مسحًا للقرية ووصفها بأنها "قرية حجرية شبه مدمرة على سلسلة من التلال، وهي على ما يبدو موقع قديم، مع مقام "الولي" واضح جدًا على قطعة من الصخور غرب القرية، وبعض المقابر الصخرية." مصدر المياه من الآبار والعيون. " ولاحظوا كذلك: "في الشمال الغربي للقرية يوجد انحدار صخري حاد، حيث يوجد مقبرتين في الصخور، أحدهما محفورة في كتلة مربعة من الصخر، وسطحها مستوٍ. "

### الانتداب البريطاني

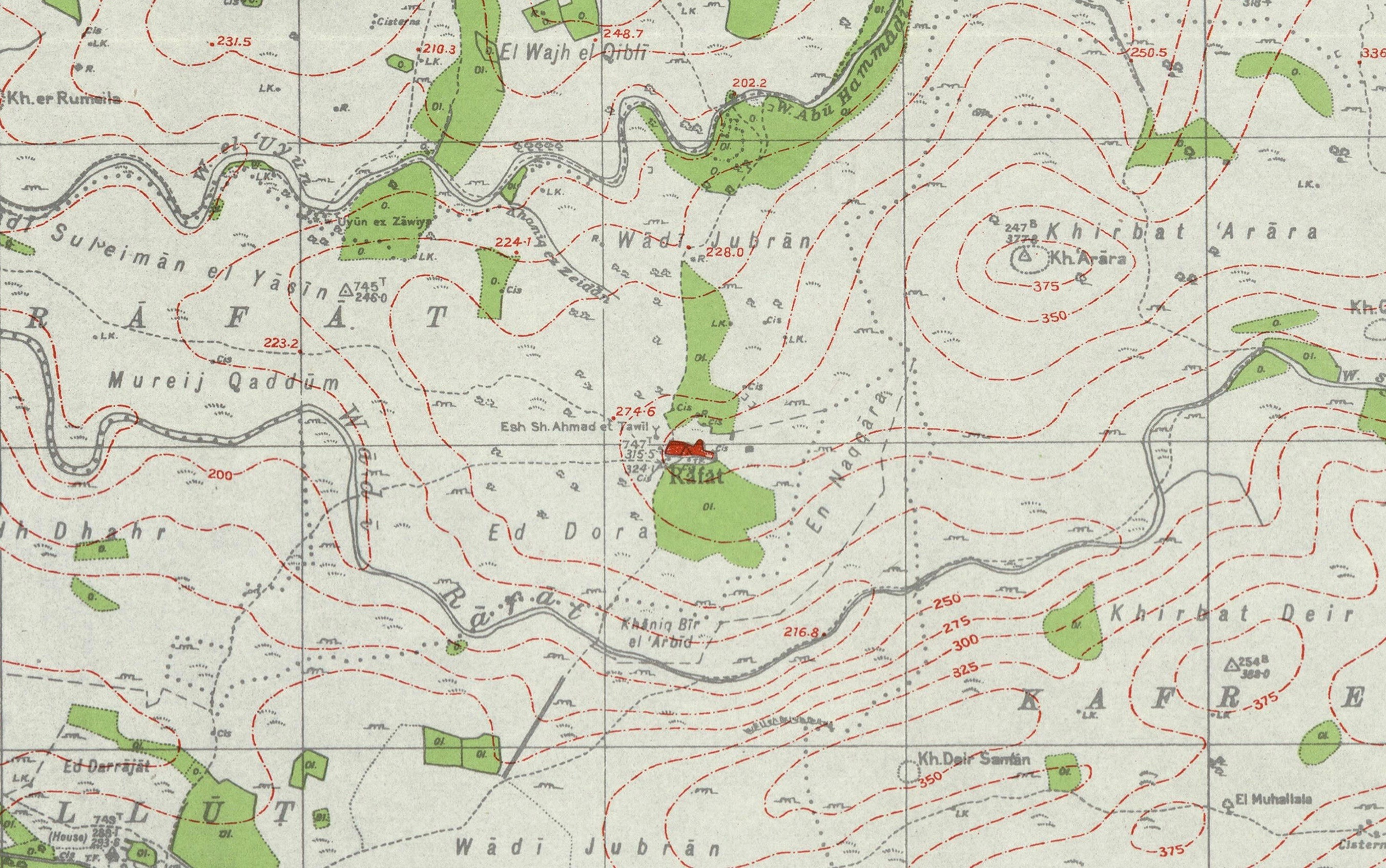
رافات 1943.

في عام 1917، وقعت رافات بيد الجيش البريطاني، ودخلت القرية مع باقي فلسطين مظلة الانتداب البريطاني على فلسطين عام 1920 حتى وقوع النكبة عام 1948.
أجرت سلطات الانتداب البريطاني تعدادًا عاما للسكان عام 1922، وقد بلغ عدد السكان حوالي 92 نسمة جميعهم من المسلمين، ثم ازداد عددهم حتى وصل إلى 127 نسمة يسكنون في 31 منزلًا وجميعهم من المسلمين في تعداد عام 1931.

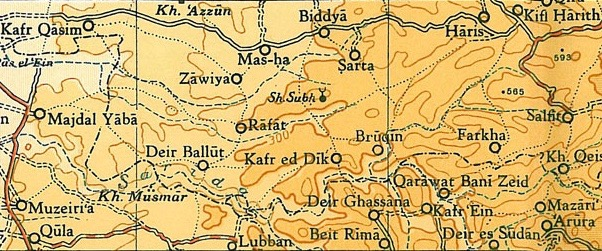
رافات 1945.

في إحصائيات عام 1945، بلغ عدد سكان رافات نحو 180 نسمة جميعهم من المسلمين، وكانت مساحة القرية حوالي 8,125 دونم، وفقًا لمسح رسمي للأراضي والسكان. كان من هذه المساحة، 1,889 دونمًا استخدمت للحبوب، في حين أن 24 دونمًا كانت مخصصة كمنطقة عمرانية.

### الإدارة الأردنية
بعد هدنة 1949، وفي أوائل خمسينيات القرن العشرين أتبعت رافات للحكم الأردني بين حربي 1948 و1967، وكان عدد سكانها آنذاك حوالي 375 نسمة عام 1961.

### النكسة
وقعت القرية تحت الاحتلال الإسرائيلي بعد حرب 1967.

### السلطة الفلسطينية
بعد تأسيس السلطة الوطنية الفلسطينية نتيجة اتفاقيات السلام، تم تعريف 7.5% فقط من المساحة الإجمالية للقرية على أنها المنطقة (ب) وهي تحت سيطرة مدنية فلسطينية وأمنية إسرائيلية، في حين أن المساحة المتبقية تم تعريفها كمنطقة ج وهي تحت السيطرة المدنية والأمنية الإسرائيلية الكاملة. أتبعت القرية إداريًا ضمن صلاحيات محافظة سلفيت.

## الجغرافيا
تقع قرية رافات على بعد 13 كم أفقيًا غرب مدينة سلفيت. لها مدخلان شمالي وجنوبي. تحدها بلدة كفر الديك من الشرق، وبلدة الزاوية من الشمال، وبلدة دير بلوط من الجنوب، أما من الغرب فيحدها مدينة كفر قاسم. ترتفع القرية 293 مترًا فوق سطح البحر، ويبلغ معدل الأمطار السنوي حوالي 580.5 ملم، يصل معدل الرطوبة النسبية فيها إل 62%.

## السكان
دخلت فلسطين وفود كبيرة عبر العصور من تجار وغيرهم؛ وذلك لموقعها الهام كنقطة وصل بين القارات، ومركز للحضارات والأديان.
| السنة      | (1922) | (1931) | (1945) | (1961) | (تعداد 1997) | (تعداد 2007) | (تعداد 2017) |
| ---------- | ------ | ------ | ------ | ------ | ------------ | ------------ | ------------ |
| عدد السكان | 92     | 127    | 180    | 375    | 1467         | 1,841        | 2,522        |

### شخصيات بارزة
- يحيى عياش، مهندس كهربائي وخبير متفجرات، وقيادي في كتائب الشهيد عز الدين القسام الجناح العسكري لحركة المقاومة الإسلامية (حماس).[23][24]

## مؤسسات القرية
الحكم المحلي
تأسس مجلس قروي رافات (سلفيت) عام 1997، وهو يتكون من تسعة أعضاء يتم انتخابهم مباشرة من أهالي القرية. يمتلك المجلس القروي مبنى خاص فيه ويقع ضمن مجلس الخدمات المشترك-غرب سلفيت، وهو مسؤول عن توفير خدمات البنية التحتية والخدمات الاجتماعية، وجمع النفايات، وشق وتأهيل وتعبيد الطرق.
الصحة والتعليم
قطاع التعليم، يوجد في القرية ثلاث مدارس حكومية هي: مدرسة ذكور رافات الثانوية، ومدرسة بنات رافات الثانوية ومدرسة بنات رافات الأساسية، كما أنه لا يوجد مدارس خاصة في القرية، وينتقل الطلبة لاستكمال الدراسة في الفروع المتخصصة إلى بديا أو سلفيت.
أما القطاع الصحي، فيوجد في القرية عيادة رعاية صحية أولية حكومية، وصيدلية وعيادات طب عام خاصة، ويبعد أقرب مركز للطوارئ حوالي 10 كم عن القرية في بلدة بديا.
المساجد
في القرية ثلاث مساجد وهي: مسجد الشهيد يحيي عياش، ومسجد الصديق ومسجد أولياء الله وهو أقدمها حيث يعود للفترة المملوكية إلى تاريخ 672 هـ وذلك من خلال النقش الموجود على صخرة كبيرة فوق المحراب.
مركز رافات الشبابي للتنمية والابداع
تأسس عام 2010 بواسطة وزارة الشباب والرياضة؛ ليُعنى بفئة الشباب.

## السياحة والآثار
يوجد في القرية الكثير من الأماكن القديمة والمواقع الأثرية والتي منها جبل عرارة الأثري الذي يحتوي على بركان قديم من العصور المتوسطة، البلدة القديمة التي يزيد عمرها عن 150 عامًا، جامع ومقبرة الولي، خربة كسفة الأثرية التي صادرتها سلطات الاحتلال الإسرائيلي. جميع الآثار الموجودة غير مؤهلة للاستخدام السياحي.

## الاقتصاد

### الزراعة
تعد الزراعة القطاع الاقتصادي الرئيسي في البلدة، تنتج البلدة محاصيل الزيتون، والتين، واللوز، والعدس، والقمح وبعض الخضراوات. لكن التوسع العمراني للبلدة والتوسع في البنية التحتية وفتح الشوارع قلص المساحات المزروعة من الأراضي الزراعية.
تراجعت في السنوات الأخيرة أعداد الثروة الحيوانية بسبب ارتفاع أسعار الأعلاف وقلة المساحات الحيوية نتيجة الجدار والاستيطان، وأيضاً تعتبر مشكلة الخنازير البرية التي يطلقها المستوطنون من أكبر المشاكل التي تؤثر على القطاع الزراعي في رافات خاصة والمحافظة عامة.

## الاحتلال الإسرائيلي
صادرت السلطات الإسرائيلية حوالي 101 دونم من أراضي قرية رافات، بالإضافة إلى الاستيلاء على أراضٍ من بلدة الزاوية لصالح إقامة مقلع مستوطنة ميزور عتيقا الصناعية عام 1986. يقع هذا المحجر الآن على الجانب الإسرائيلي من جدار الفصل العنصري، وتصدر إسرائيل 94% من المواد المستخرجة منه إلى إسرائيل. وفي هذا انتهاك واضح للقانون الدولي، الذي لا يسمح لأي احتلال مدني باستغلال الموارد الطبيعية في الأراضي المحتلة لصالحها الاقتصادي. إلا أن المحكمة العليا الإسرائيلية في عام 2011، أصدرت قرارًا سمحت للمقالع الإسرائيلية في الضفة الغربية بمواصلة عملها.
اما بالنسبة للأراضي الزراعية التي تقع من الجهة الغربية للقرية فقد تمت مصادرتها من قبل الاحتلال الإسرائيلي، وتسمى المنطقة المصادرة «منطقة الجبل الأزرق وخربة كسفة الأثرية» ولا يستطيع المواطنين الوصول إليها نهائيًا بفعل جدار الفصل العنصري الذي يقتطع نحو 49% من مساحة القرية الكلية.

## وصلات خارجية
- دليل قرية رافات (سلفيت)، معهد الأبحاث التطبيقية - القدس (أريج).
- صفحة قرية رافات (سلفيت) في موقع «فلسطين في الذاكرة».
- صورة جوية للقرية.